# Ronnachai
Ronnachai – tajski zapaśnik walczący w stylu wolnym.
Brązowy medalista mistrzostw Azji Południowo-Wschodniej w 1999 roku.